# Argelos, Landes
Argelos (gaskonsko Argelòs) je naselje in občina v francoskem departmaju Landes regije Akvitanije. Naselje je leta 2009 imelo 180 prebivalcev.

## Geografija
Kraj leži v pokrajini Gaskonji 44 km jugovzhodno od Daxa.

## Uprava
Občina Argelos skupaj s sosednjimi občinami Amou, Arsague, Bassercles, Bastennes, Beyries, Bonnegarde, Brassempouy, Castaignos-Souslens, Castelnau-Chalosse, Castel-Sarrazin, Donzacq, Gaujacq, Marpaps, Nassiet in Pomarez sestavlja kanton Amou s sedežem v Amouju. Kanton je sestavni del okrožja Dax.

## Zanimivosti
- cerkev sv. Jerneja;